# 国家眼科研究所

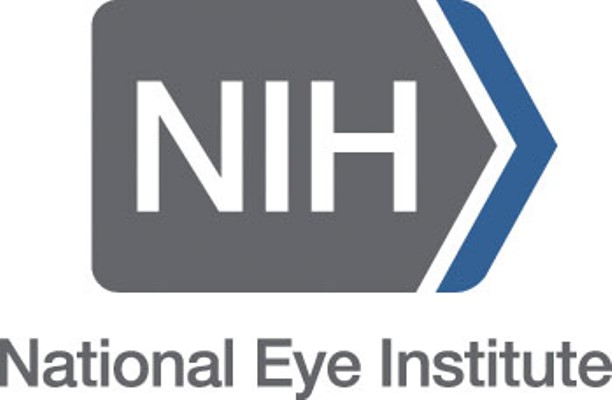
logo

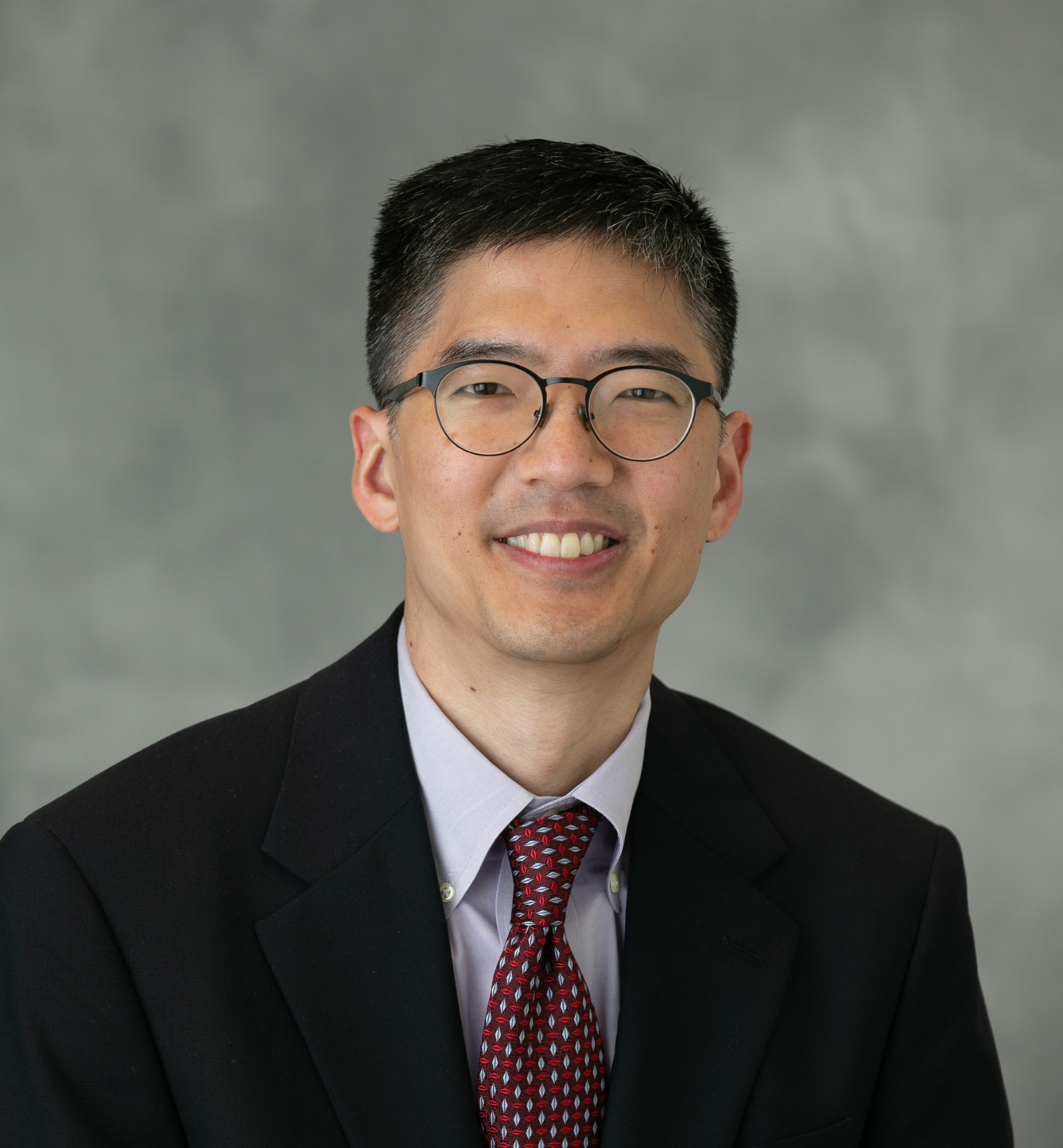
NEI现任所长Michael F. Chiang

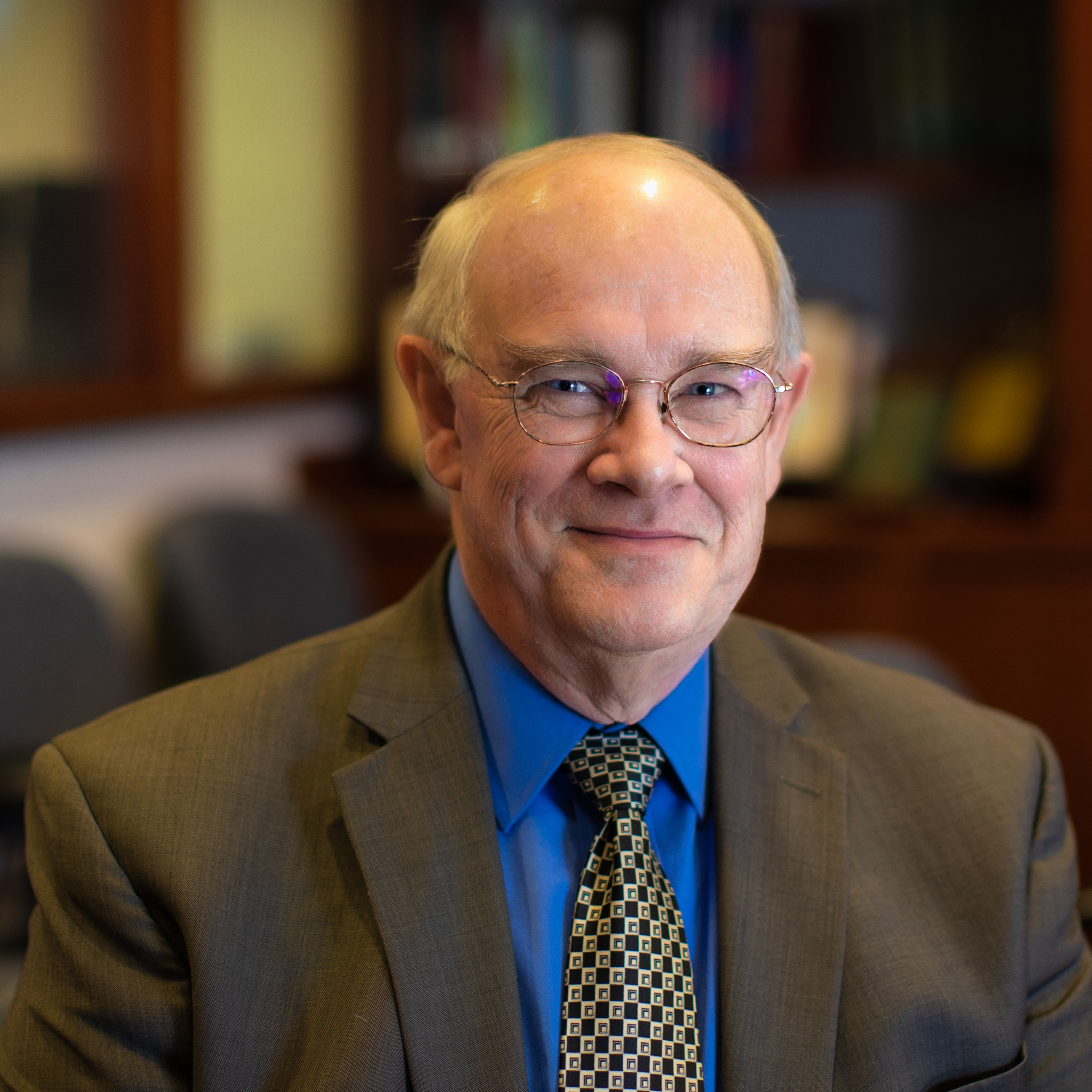
NEI前任所长Paul A. Sieving

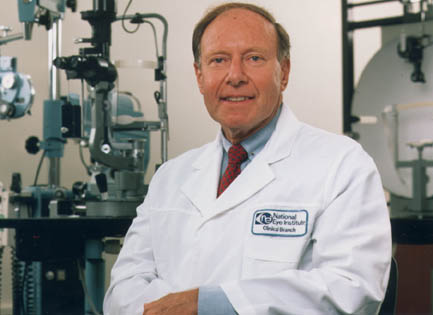
NEI首任所长Carl Kupfer

国家眼科研究所（英語：National Eye Institute，缩写NEI）是由美国國家衛生院（National Institutes of Health，NIH）的下属研究所，其使命是保护美国人民的视力，开展和研究治疗和预防影响眼睛或视力的疾病，1968年8月16日成立
。